# Ashiya (Album)
Ashiya ist ein Jazzalbum von Walter Lang und Lee Konitz. Die am 20. und 21. Juli 2007 in den Bavaria Musikstudios in München entstandenen Aufnahmen erschienen am 29. Januar 2008 auf dem Münchner Label Pirouet Records.

## Hintergrund
Mitte der 2000er-Jahre arbeitete der Saxophonist Lee Konitz sowohl in Amerika als auch in Europa häufig in verschiedenen Duo-Konstellationen, etwa mit Brian Dickinson (The Glenn Gould Session, 2005), Riccardo Arrighini (Eu Nao Existo, 2005), Gary Versace (Organic-Lee, 2006), Hein van de Geyn (Meeting Again) und im März 2007 in Mailand mit dem Pianisten Antonio Zambrini (Alone and Together). Wenige Monate später traf er in München (zur Feier seines 80. Geburtstags) mit dem Pianisten Walter Lang zusammen, um mit Ashiya ein weiteres Duoalbum einzuspielen. Nachdem sie zuvor schon mehrmals auf der Bühne zusammengearbeitet hatten, war dies ihr erstes gemeinsames Album. Fast alle Titel auf dem Album stammen von Walter Lang.

## Titelliste
- Walter Lang & Lee Konitz – Ashiya (Pirouet – PIT3026)[1]

1. Monk’s Cottage – 4:49
2. The Good Way – 5:55
3. Open Water – 3:56
4. Interlude I (Lee Konitz) – 0:24
5. Ashiya – 4:40
6. Soft Wind Blowing – 5:14
7. Way too Early – 4:35
8. What a Treat – 3:38
9. Valse Élégance – 3:54
10. Casa do Tom – 6:08
11. Interlude II (Lee Konitz) – 1:08
12. Farewell – 7:42
13. Epilogue (Lee Konitz) – 1:47

Wenn nicht anders vermerkt, stammen die Kompositionen von Walter Lang.

## Rezeption

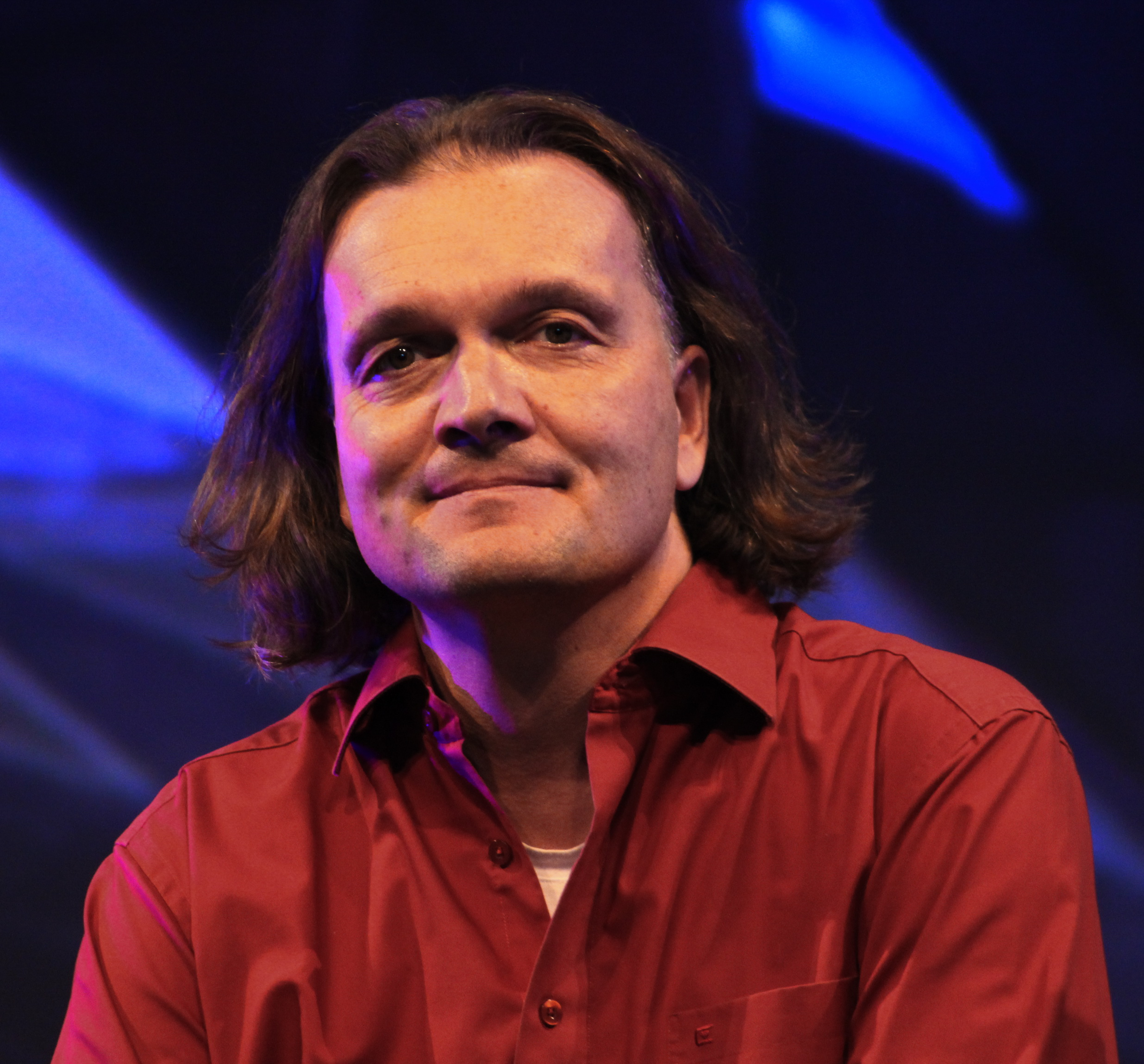
Walter Lang (2012)

Ken Dryden verlieh dem Album in Allmusic vier Sterne und schrieb, es sei etwas ungewöhnlich zu erleben, dass sich Konitz fast ausschließlich auf das Material eines anderen Musikers konzentriere, ohne ein paar seiner eigenen skurrilen Rekonstruktionen von Standards hinzuzufügen, aber alles laufe hier gut, da die beiden Spieler Hand in Hand arbeiten würden. Zu den Höhepunkten zählt der Autor das mäandrierende „Monk’s Cottage“ mit seinem wiederkehrenden Call-and-Response-Thema, das klassisch geprägte, lyrische „The Good Way“, die Ballade „Ashiya“, die einen melancholischen Charakter habe, wobei Langs Klavier hinter Konitz „einen einsamen Menschen suggeriert, der verzweifelt auf und ab schreitet“, außerdem die üppige Romantik von „Valse Élégance“ und das elegante „Casa do Tom“.
Nach Ansicht von Thomas Fitterling, der das Album in Rondo rezensierte, haben Walter Langs Kompositionen den besonderen Reiz, „mit einem ersten Déjà-vu-Eindruck an die sonst von Konitz bevorzugten klassischen Standards zu erinnern und doch jene klarlinige Abstraktion zu atmen, die Konitz’ Spiel von jeher auszeichnet.“ Der Altsaxophonist zeige sich auf dem Album ganz als „der große Meister des unerschöpflich scheinenden Melodienreichtums, des logisch sich immer weiter und gewagter entwickelnden Diskurses“. Fitterling lobt Walter Langs zurückhaltendes Agieren, indem er nüchtern klare kontrapunktische Fragmente setze und so an Konitz’ einstigen Lehrmeister und Cool-Jazz-Theoretiker Lennie Tristano erinnere.
Berthold Klostermann schrieb in der Musikzeitschrift Stereo 2008, Konitz habe schon viele wunderbare Duoaufnahmen veröffentlicht, doch diese sei in punkto Repertoire, Atmosphäre und Aufnahmequalität ein Glücksfall. Walter Langs zehn songartige Balladen, die er für das Album geschrieben hat, würden zusammen mit drei frei improvisierten Miniaturen „in spröder Schönheit“ funkeln.